# Ferdinand Dinse

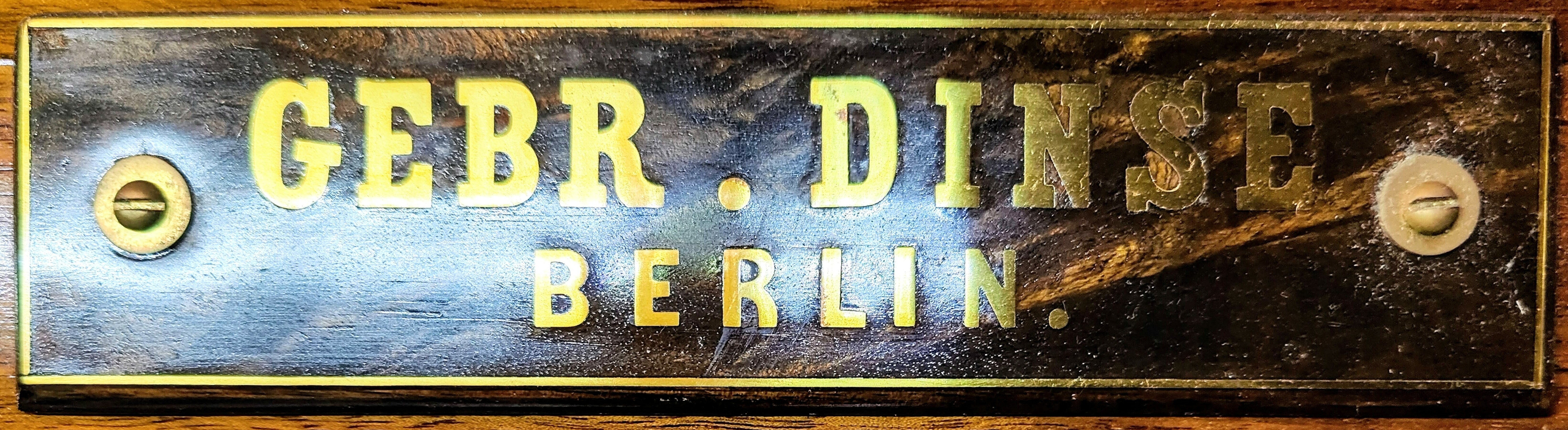
Firmenschild in Marquardt

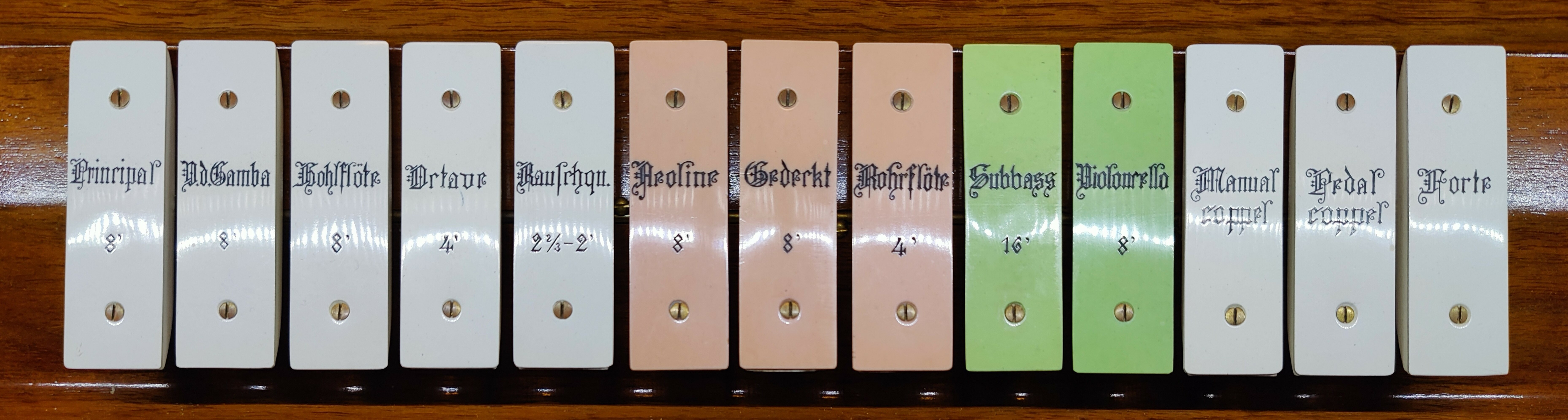
Registerwippen in Marquardt

August Ferdinand Dinse (* 17. Januar 1811 in Biesenthal; † 28. Dezember 1889 in Berlin) war ein deutscher Orgelbauer.

## Leben
Ferdinand Dinse wurde in der damaligen Mark Brandenburg, in der Stadt Biesenthal geboren. Er war Schüler und Geselle in der Berliner Orgelbauwerkstatt von Carl August Buchholz. 1839 gründete er mit seinem Schwiegervater Wilhelm Lang (1794–1858) in Berlin die Orgelbaufirma Lang & Dinse. Nach dem Tod von Lang führte er die Firma als Alleininhaber weiter und gründete 1866 in der Dresdener Straße in Berlin-Kreuzberg einen neuen Firmensitz. Die Firma ging 1871 auf seine Söhne Oswald Dinse (1845–1918) und Paul Dinse (1849–1916) über. Insgesamt werden ihm 48 Neubauten zugeschrieben. Die Söhne entwickelten das Unternehmen zu einer hochindustrialisierten Orgelbauwerkstatt weiter. Allein in den Jahren zwischen 1872 und 1897 bauten sie über 600 Orgeln in vielen Städten Europas.

## Werkliste (Auswahl)

### Lang & Dinse
Ferdinand Dinse baute zunächst mit Wilhelm Lang als Lang & Dinse einige Orgeln in verschiedenen Gebieten der Mark Brandenburg.
Orgelneubauten
| Jahr        | Ort                    | Kirche                | Bild | Manuale | Register | Bemerkungen                                                                                  |
| ----------- | ---------------------- | --------------------- | ---- | ------- | -------- | -------------------------------------------------------------------------------------------- |
| 1843        | Neulietzegöricke       | Dorfkirche            |      | I/P     | 10       | 2016/17 Restaurierung und Rekonstruktion der ursprünglichen Orgel durch Scheffler            |
| 1845        | Altwustrow, Oderbruch  | Dorfkirche            |      | I/P     | 10       | Umbauten und Umdisponierungen um 1950 und 1978 dann durch Fahlberg auf I/5, jetzt ohne Pedal |
| 1845        | Altmädewitz, Oderbruch | Dorfkirche            |      | I/P     | 11       | erhalten                                                                                     |
| um 1845     | Lunow, Barnim          | Dorfkirche            |      | I/P     | 9        | 1848 aufgebaut, 2010 restauriert durch Scheffler                                             |
| 1847        | Berlin-Kreuzberg       | St.-Jacobi-Kirche     |      | II/P    | 31       | bei Orgel von Johann Friedrich Schultze mitgearbeitet, 1945 zerstört                         |
| 1849        | Stangenhagen, Teltow   | Dorfkirche            |      | I/P     | 6?       | [ 11 ]                                                                                       |
| um 1849/50  | Spandau                | St. Marien am Behnitz |      |         |          | [ 12 ]                                                                                       |
| um 1850 (?) | Glienick, Teltow       | Dorfkirche            |      | I/P     | 7        | [ 13 ]                                                                                       |
| 1852        | Falkenhagen, Uckermark | Dorfkirche            |      | II/P    | 11       | [ 14 ]                                                                                       |
| 1852        | Bandelow, Uckermark    | Dorfkirche            |      | II/P    | 14       | [ 15 ]                                                                                       |
| 1856        | Schönwerder, Uckermark | Dorfkirche            |      | II/P    | 11       | [ 16 ]                                                                                       |
| 1857        | Lüdersdorf             | Dorfkirche            |      | I/P     | 8        | 2014 Generalinstandsetzung und neue Prospektpfeifen durch Scheffler                          |
| 1857        | Lichterfelde           | Dorfkirche            |      |         |          | 1995 umgreifender Umbau und Neudisponierung im alten Gehäuse durch Fahlberg auf I/P, 7       |
| 1859        | Melzow, Uckermark      | Dorfkirche            |      | I/P     | 10       | [ 21 ]                                                                                       |
| 1859        | Berkholz, Uckermark    | Dorfkirche            |      | I/P     | 5        | [ 22 ]                                                                                       |

Weitere Arbeiten
- 1849 Spandau, Johanniskirche, Reparatur der Grüneberg-Orgel von 1783

### Ferdinand Dinse
Ab 1859 baute Ferdinand Dinse alleine Orgeln, zunächst noch als Lang & Dinse, ab 1861 als Ferdinand Dinse.
| Jahr      | Ort                                   | Kirche                           | Bild | Manuale | Register | Bemerkungen |
| --------- | ------------------------------------- | -------------------------------- | ---- | ------- | -------- | --- |
| 1859      | Biesenthal                            | Stadtkirche                      |      | II/P    | 20       | größte Orgel |
| 1859      | Reitwein                              | Dorfkirche                       |      | II/P    | 13       | nicht erhalten (Die Kirche wurde im Februar 1945 schwer beschädigt und war über Jahrzehnte eine ungenutzte Ruine.)                                        |
| 1859      | Schildberg, heute Golenice            | Dorfkirche                       |      | II/P    | 12       | erhalten |
| 1859      | Alt Rüdnitz, heute Stara Rudnica      | Dorfkirche                       |      |         |          | erhalten? |
| 1859–1860 | Peitz                                 | Kirche                           |      | II/P    | 23       | nicht erhalten |
| 1859–1860 | Lopienno, heute Łopienno              | Kath. Kirche                     |      | II/P    | 15       | erhalten, Umbau in 1933 |
| 1859      | Melzow                                | Dorfkirche                       |      | I/P     | 10       | 2003/04 restauriert durch Christian Scheffler |
| 1860      | Groß Leuthen                          | Evangelische Kirche              |      | I/p     | 7        | [ 28 ] [ 29 ] |
| um 1860   | Berlin-Kreuzberg                      | Haus des Wurstfabrikanten Niquet |      | II/P    | 9        | |
| vor 1861  | Stolzenhagen                          | Dorfkirche                       |      | I/P     | 8        | Teile eingelagert, Neuaufbau nötig |
| 1861      | Falkenwalde, heute Wierzchlas         | Dorfkirche                       |      | I/P     | 8        | erhalten? |
| 1861      | Lübben                                | Wendische Kirche                 |      | II/P    | 9        | nicht erhalten |
| 1862      | Trebbin                               | Kirche                           |      | II/P    | 15       | nicht erhalten |
| 1864      | Birnbaum, heute Międzychód, Großpolen | Kirche                           |      |         |          | erhalten |
| um 1865   | Werbelow, Uckermark                   | Dorfkirche                       |      | I/P     | 8        | Originalzustand mit späteren Prospektpfeifen, nicht spielbar, beschädigte Kirche                                                                          |
| um 1865   | Wilsickow, Uckermark                  | Dorfkirche                       |      | II/P    | 10       | um 1965 Umdisponierung durch Eule, heute zwei originale Pedalregister von Dinse                                                                           |
| 1865      | Hohenkuhnsdorf bei Dahme              | Dorfkirche                       |      | I/P     | 5        | erhalten |
| 1867      | Trebenow                              | Evangelische Kirche              |      | I       | 8        | Generalüberholung 1992 durch Rainer Wolter, wenige originale Dinse-Pfeifen                                                                                |
| 1868      | Herzfelde bei Berlin                  | Dorfkirche                       |      | II/P    | 13       | mehrere Veränderungen |
| 1868      | Hohenseefeld bei Dahme                | Dorfkirche                       |      | I/P     | 7        | erhalten |
| 1869      | Illmersdorf bei Dahme                 | Dorfkirche                       |      | I/P     | 9        | erhalten |
| 1869      | Berlin                                | Herz-Jesu-Kapelle                |      | II/P    | 11       | 1889 nach Hetzdorf in der Uckermark, 1994 Restaurierung und Umdisponierung durch Rainer Wolter, alle Metallpfeifen neu, einige Dinse-Holzpfeifen erhalten |
| 1869–1871 | Prittisch, heute Przytoczna           | Kirche                           |      | I/P     | 8        | original erhalten, restaurierungsbedürftig |
| 1870      | Wesendorf                             | Dorfkirche                       |      | I/P     | 11       | 1978 umgesetzt nach Bernau in die katholische Herz-Jesu-Kirche mit kleinen Veränderungen durch Fahlberg                                                   |
| 1871      | Kagel                                 | Dorfkirche                       |      | I/P     | 8        | 2015 Restaurierung von Jörg Dutschke |

### Gebrüder Dinse
Ab 1871/72 bauten die Söhne als Gebrüder Dinse über 500 Orgeln vor allem in der Mark Brandenburg sowie an weiteren Orten.
| Jahr | Ort                            | Kirche                         | Bild | Manuale | Register | Bemerkungen |
| ---- | ------------------------------ | ------------------------------ | ---- | ------- | -------- | --- |
| 1874 | Levenhagen                     | Marienkirche                   |      |         |          | Zwischen 1966 und 1968 samt Westempore entfernt. Verbleib unbekannt. |
| 1876 | Groß Möringen                  | St.-Leonhard-Kirche            |      | II      | 10       | erhalten |
| 1880 | Kranz, heute Kręcko            | Kirche                         |      | II/P    | 13       | erhalten |
| 1880 | Reudnitz                       | Dorfkirche                     |      | I/P     | 6        | erhalten, ursprünglich 7 Register geplant, 1995 Renovierung durch Orgelbau Scheffler → Orgel |
| 1881 | Meiningen                      | Unbefleckte Empfängnis Mariens |      |         |          | Den Kosten stiftete Hans von Bülow 1000 Mark bei. Die Kirche wurde 1967 abgerissen. |
| 1885 | Marzahn                        | Dorfkirche Marzahn             |      | II/P    | 12       | Aus aufgearbeiteten und neuen Teilen 1912 neu installiert. |
| 1888 | Berlin-Rahnsdorf               | Dorfkirche Rahnsdorf           |      | I/P     | 8        | Weitestgehend im Originalzustand erhalten; mechanisch; 1997 durch Alexander Schuke überholt → Orgel |
| 1888 | Berlin-Mitte                   | Sing-Akademie zu Berlin        |      |         |          | 1943 durch Bomben zerstört |
| 1893 | Berlin-Gesundbrunnen           | St.-Sebastian-Kirche           |      | III/P   | 43       | Den Orgelprospekt stellte die Firma Gustav Kuntzsch, Anstalt für kirchliche Kunst, Wernigerode, her. Die Orgel wurde 1943 durch Brandbomben zerstört. |
| 1894 | Luckenwalde                    | St.-Jakobi-Kirche              |      | II      | 27       | Holzbildhauer Gustav Kuntzsch, Wernigerode, schuf den Orgelprospekt. Die Orgel wurde 1940–1943 von der Orgelbauanstalt Gustav Heinze umgebaut und verfügt seitdem über drei Manuale, Pedal und 43 klingende Register.                                                                |
| 1895 | Zinnowitz                      | Ev. Kirche                     |      | II/P    | 11       | → Orgel |
| 1896 | Schünow                        | Dorfkirche Schünow             |      |         |          | |
| 1898 | Berlin-Lichterfelde            | Petrus-Kirche                  |      | II/P    | 15       | Nach Kriegsschäden 1967 durch Neubau ersetzt. |
| 1898 | Berlin-Gesundbrunnen           | St.-Afra-Kirche                |      |         |          | 2014 wurde die Orgel durch eine 1869 von dem englischen Orgelbauer William Hill für die 2011 geschlossene Trinity Methodist Church in Burton on Trent gebaute Orgel ersetzt. Die Dinse-Orgel steht heute – restauriert und erweitert – in der Pfarrkirche St. Marien in Fröndenberg. |
| 1899 | Sassnitz                       | St.-Johannis-Kirche            |      | II/P    | 13       | → Orgel |
| 1901 | Marquardt                      | Dorfkirche                     |      | II/P    | 10       | restauriert 2011 → Orgel |
| 1902 | Berlin-Rosenthal               | Dorfkirche                     |      | II/P    | 19       | 1902 im Rahmen der Kirchenerweiterung in den neuen Turm eingepasst. Generalüberholung 2003. Nahezu unverändert erhalten. |
| 1903 | Berlin-Friedrichshagen         | Christophoruskirche            |      |         |          | 1903 erbaut mit I+P/8, 1907 Neubau durch Gebr. Dinse (II+P/31), 1939 Neubau durch A. Schuke/Potsdam (III+P/40) unter Verwendung der Dinse-Kegelladen |
| 1904 | Neuenhagen bei Berlin          | Dorfkirche                     |      |         |          | |
| 1906 | Berlin-Wilhelmsruh             | Lutherkirche                   |      | II/P    | 12       | → Orgel |
| 1906 | Berlin-Mitte                   | Franz. Friedrichstadt-Kirche   |      | III/P   | 43       | 1944 zerstört. → Orgel |
| 1908 | Berlin-Friedrichshain          | Zwinglikirche                  |      | II/P    | 33       | Größte weitgehend original erhaltene Dinse-Orgel → Orgel |
| 1909 | Kienbaum (Grünheide)           | Dorfkirche                     |      |         |          | Um 1880 ursprünglich für eine Kirche in Berlin gebaut. |
| 1910 | Berlin-Rosenthal               | Gemeindehaus Nordend           |      | II/P    | 12       | Orgelprospekt von Fritz Gottlob, Orgel im Zweiten Weltkrieg stark beschädigt und danach mit nicht besonders gutem Klangmaterial wiederhergestellt, Abbruch jedoch zugunsten einer Generalüberholung verhindert.                                                                      |
| 1911 | Woltersdorf (Nuthe-Urstromtal) | Dorfkirche                     |      | I/P     | 8        | 1917 Abgabe der Zinn-Prospektpfeifen, seitdem Zink – ansonsten original erhalten; 2015 Restaurierung → Orgel |
| 1911 | Berlin-Baumschulenweg          | Kirche Zum Vaterhaus           |      | II/P    | 31+1     | 1949 Umdisponierung Karl Fuchs, seit 1994 unspielbar → Orgel |
| 1911 | Demnitz                        | Dorfkirche                     |      |         |          | |
| 1912 | Berlin-Lankwitz                | Mater Dolorosa                 |      | II/P    | 18+2     | Am 23. August 1943 nach einem Treffer mit einer Phosphorbrandbombe zerstört. |
| 1912 | Berlin-Kaulsdorf               | Dorfkirche Kaulsdorf           |      | II      | 13       | Im Jahr 2010 durch ein neues Instrument vom Orgelbau Sandtner ersetzt, in den einige gut erhaltene Teile der Dinse-Orgel integriert wurden. |
| 1912 | Petershagen/Eggersdorf         | Dorfkirche Petershagen         |      |         |          | |
| 1913 | Sieversdorf                    | Dorfkirche Sieversdorf         |      |         |          | |
| 1914 | Niederlehme                    | Kirche Niederlehme             |      | II/P    | 12       | Original erhaltenes Instrument des 12-Register-Typus der Gebrüder Dinse. → Orgel |
| 1914 | Gosen                          | Dorfkirche                     |      | II/P    | 9        | original erhalten → Orgel |